# Bobovek
Bobovek – wieś w Słowenii, w gminie miejskiej Kranj. W 2018 roku liczyła 145 mieszkańców. 